# Karin (islam)
Karin (arab. قرين qarīn) - w islamie "wieczny towarzysz", demon ciągle towarzyszący każdemu człowiekowi. Karin zazwyczaj namawia ludzi do grzechu. Według niektórych muzułmanów, po śmierci człowieka jego karin pozostaje na ziemi i może zostać wywołany przez odpowiednią osobę i przemawiać w imieniu zmarłego (wierzenia te są w pewnym sensie analogiczne do europejskiego spirytyzmu). Jako że są to niebezpieczne istoty, muzułmanie wolą jednak unikać kontaktu z nimi.
Kariny są wspomniane w Koranie (43:36-7):
A ktokolwiek uchyla się od wspominania Miłosiernego, to przypiszemy mu szatana jako towarzysza. Oni, w istocie, odsuwają ich od drogi, a ci sądzą, że są prowadzeni drogą prostą.
Według hadisów, karin proroka Mahometa jako jedyny z tych demonów nawrócił się na islam i zaczął namawiać go do dobrych uczynków.